# باتلينج نيلسون
باتلينج نيلسون (بالدنماركية: Battling Nelson)‏ مواليد 5 يونيو 1882 في كوبنهاغن - الوفاة 7 فبراير 1954 في شيكاغو، كان ملاكم محترف دانمركي صنّف ضمن فئة الوزن الخفيف.

## إحصائيات
خاض خلال مسيرته 135 نزالا، فاز في 73 وتعادل في 24 وخسر في 30. فاز بالضربة القاضية في 40 نزالا.

## روابط خارجية
- باتلينج نيلسون على موقع بوكس ريك (الإنجليزية) (registration required)
- باتلينج نيلسون على موقع قاعة داكوتا الجنوبية للمشاهير الرياضية (الإنجليزية)